# Barka turystyczna

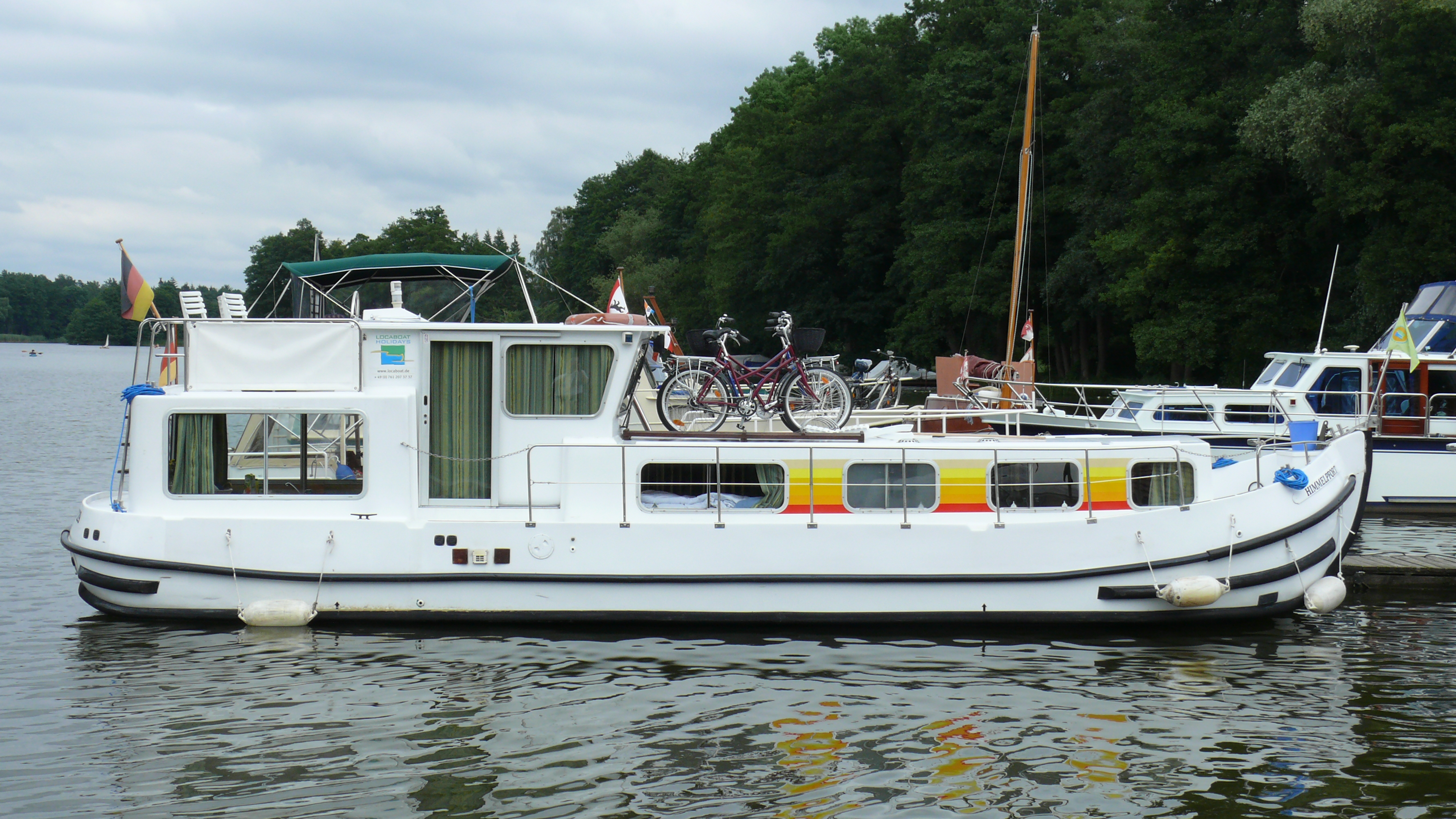
Barka turystyczna Pénichettes 1106 FB

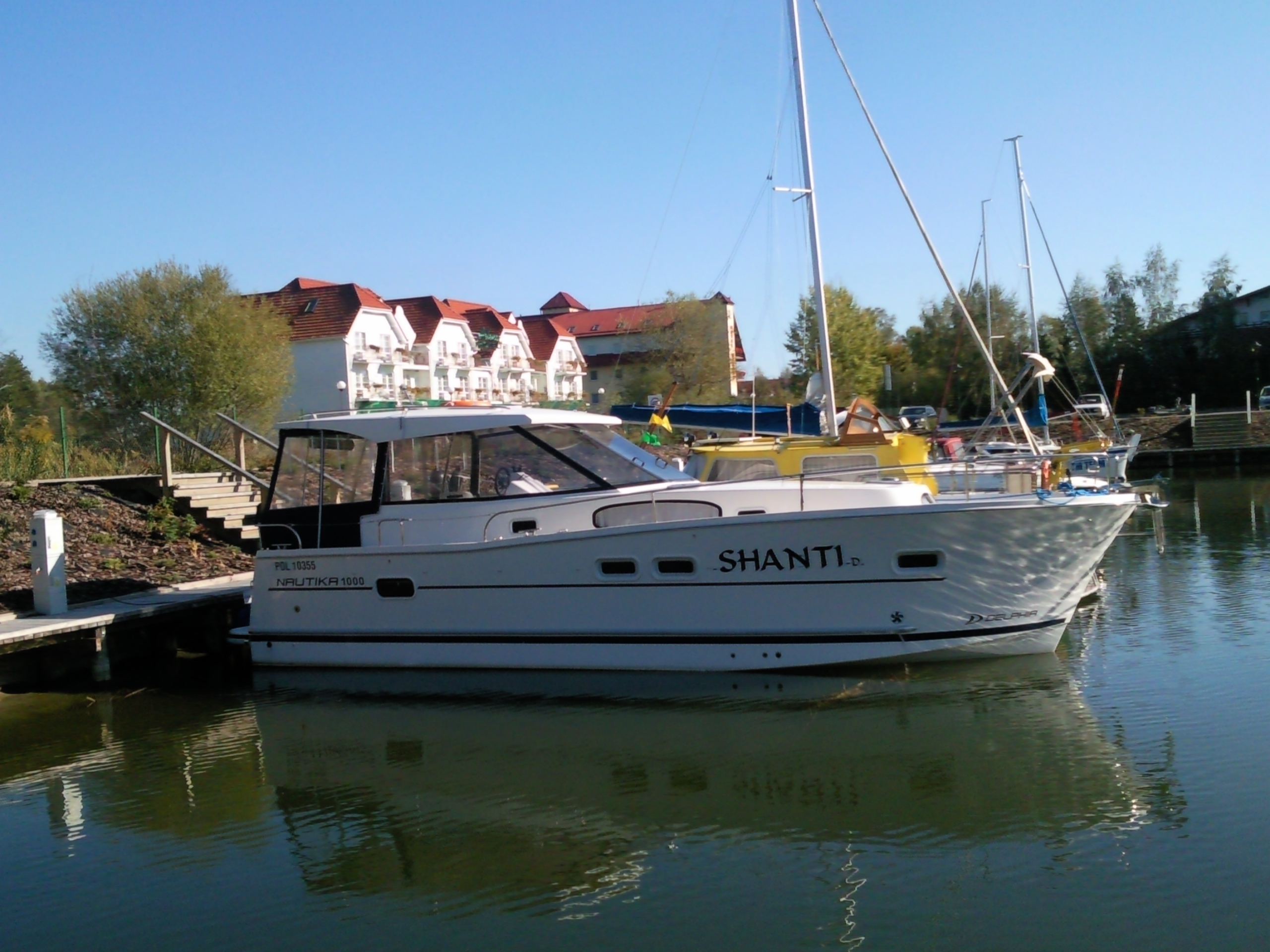
Barka turystyczna Nautika 1000 prod. Delphia Yachts Olecko

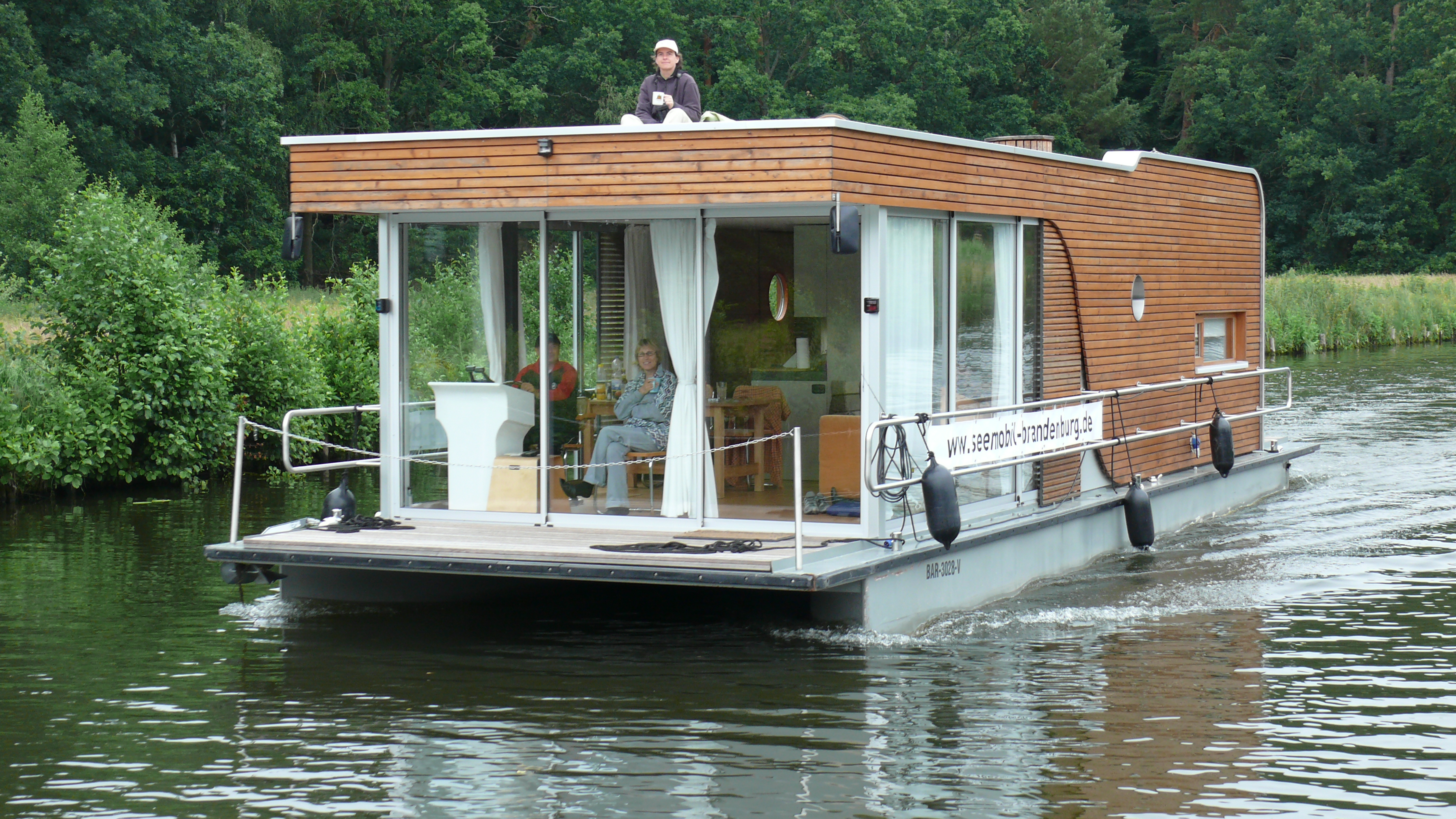
Barka turystyczna przedsiębiorstwa Seemobil na Pojezierzu Meklemburskim

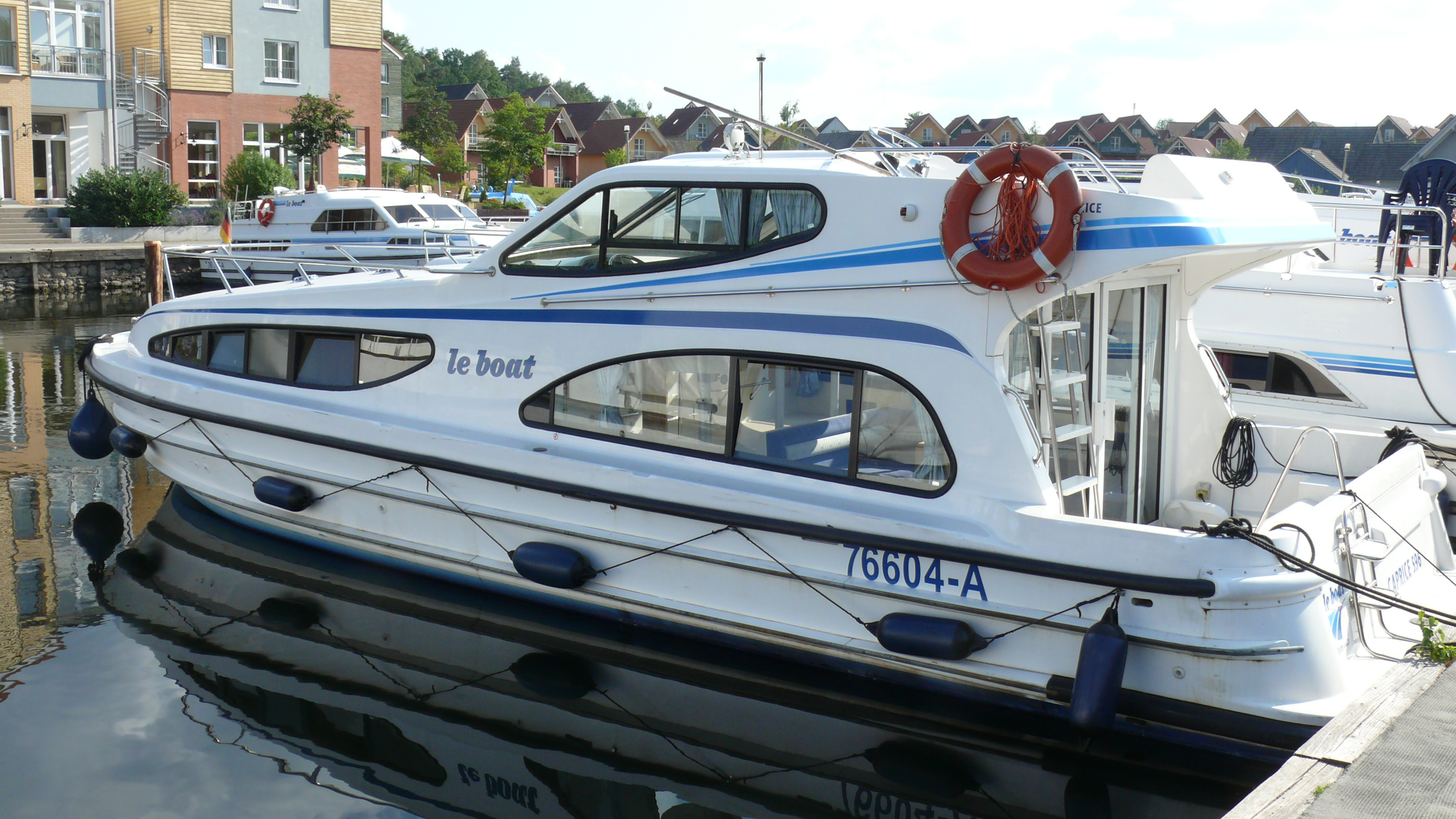
Barka turystyczna przedsiębiorstwa Le Boat budową przypominająca jacht motorowy

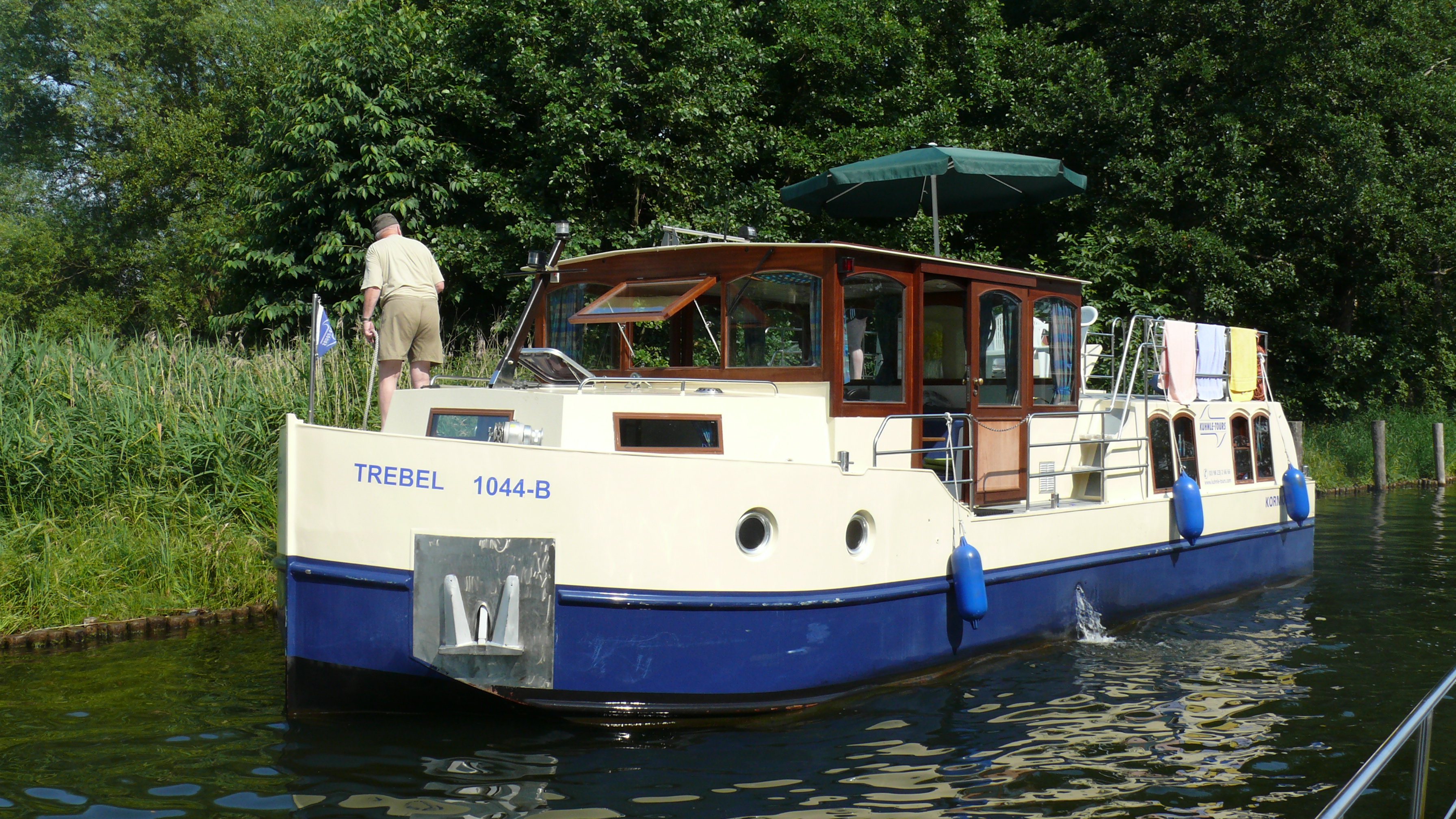
Barka turystyczna Kormoran przedsiębiorstwa Kuhnle-Tours stylizowana na starą niemiecką barkę

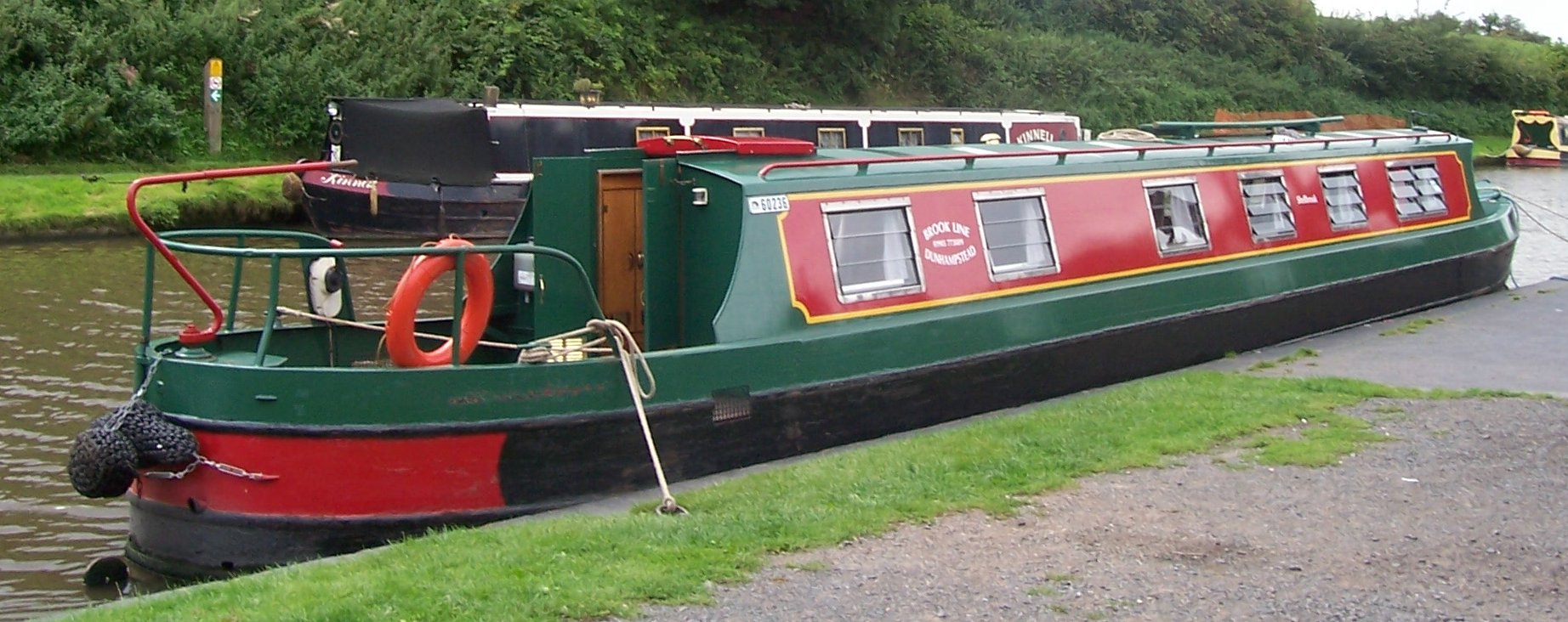
Angielska barka turystyczna tzw. Narrowboat

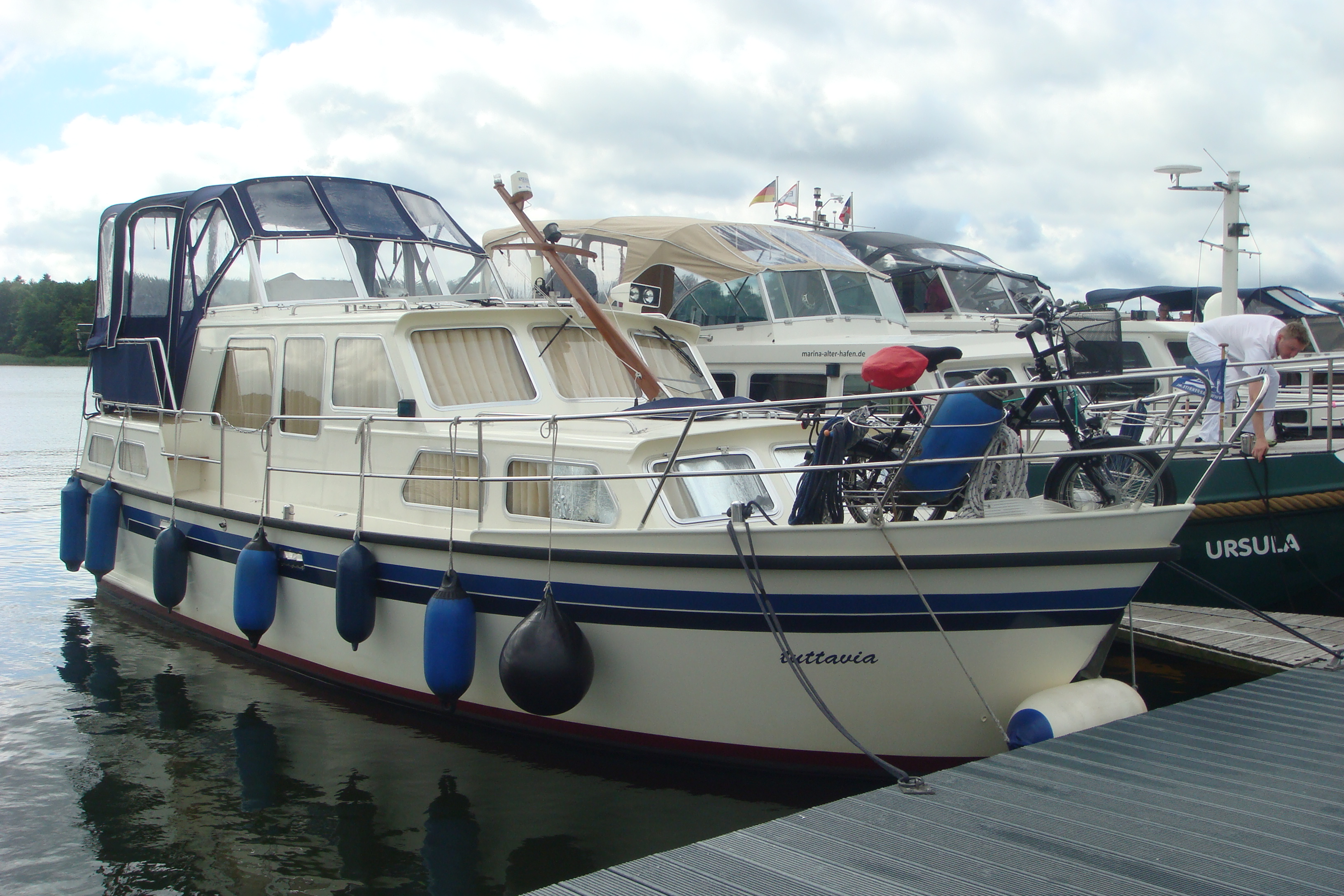
Jacht-barka waddenkruiser skonstruowany z włókna szklanego

Barka turystyczna (niem. Hausboot, ang. Pleasure barge) – rodzaj jachtu motorowego przeznaczonego do dłuższych rejsów turystycznych po wodach śródlądowych (znacznie rzadziej po morskich wodach wewnętrznych i przybrzeżnych).
Za barkę uznaje się jacht przeznaczony do pływania wypornościowego z niedużą prędkością (nie są one przygotowane do pływania w ślizgu), za to dające możliwość zamieszkiwania w komfortowych warunkach. Znaczna część barek jest własnością przedsiębiorstw zajmujących się ich czarterem na okresy rzędu tygodnia lub dłuższe; przedsiębiorstwa takie posiadają zwykle barki określonego typu, specjalnie dla nich projektowane.

## Budowa i wyposażenie
W zależności od typu, w swoim wyglądzie nawiązują do dawnych barek transportowych (np. rodzina barek Pénichettes produkowanych dla przedsiębiorstwa czarterowego Locaboat) lub do nowoczesnych jachtów motorowych (np. rodzina barek Europa przedsiębiorstwa Cardinal Boating Holidays). Mają długość od 9 do max. 15 metrów. Swoim wyposażeniem przypominają przyczepy kempingowe. Mają do 12 miejsc sypialnych – częściowo w kajutach, w pełni wyposażoną kuchnię oraz łazienkę lub łazienki z prysznicem i toaletą. Ze względów ekologicznych ścieki przechowywane są w przeznaczonym do tego zbiorniku, opróżnianym w marinie. W czasie dłuższego rejsu uzupełnia się też wodę pitną, paliwo oraz wymienia butle z gazem. Informacje o marinach świadczących takie usługi zamieszczone są na mapach żeglownych dróg śródlądowych.
Niektóre z barek mają możliwość sterowania nią z drugiego stanowiska na górnym pokładzie (tzw. flying bridge). Większe z jednostek wyposażone są w ster strumieniowy ułatwiający manewry w śluzach i marinach.
Barki przeznaczone do wynajmu mają ograniczoną wyraźnie prędkość (często do 8 km/h lub nieznacznie więcej), co z jednej strony wynika z faktu, że pływają głównie kanałami, na których obowiązują ograniczenia prędkości, z drugiej zaś ze względów bezpieczeństwa, gdyż są one wynajmowane osobom nieposiadającym patentów żeglarskich ani motorowodnych.

## Niektóre typy barek turystycznych
- Pénichette – budowana seryjnie z tworzyw sztucznych w różnych rozmiarach jednostka turystyczna przypominające kształtem tradycyjną francuską barkę rzeczną (właścicielem większości jest przedsiębiorstwo Locaboat).
- Narrowboat – angielska barka turystyczna budowana od wielu lat, przystosowana do żeglugi w wąskich angielskich kanałach, w szczególności przez akwedukt i tunele; narrowboaty mają szerokość rzędu zaledwie około 2 metrów, są natomiast stosunkowo długie (15 metrów i więcej).
- Waddenkruiser – jacht (barka) zaprojektowany i budowany masowo w Holandii (kiedyś głównie ze stali, później również z włókna szklanego) z myślą o żegludze turystycznej po płytkim Morzu Wattowym (Wadden See), czyli osłoniętych przybrzeżnych wodach morskich Holandii i Niemiec, powszechnie używany też w żegludze śródlądowej; ma kształt kadłuba i wygląd miniaturowego pełnomorskiego statku handlowego.
- Kormoran – kształtem kadłuba przypominające dawną niemiecką Frachtkähnen lub berlinkę, zwykle stalowe, używane głównie w niemieckim przedsiębiorstwie Kuhnle-Tours.

## Żegluga
Ten rodzaj jachtingu jest formą turystyki dla grup od trzech-czterech do maksymalnie dwunastu osób. Dodatkowymi atutami są: możliwość wysiadania na brzeg w niemal dowolnym miejscu, wiele miejsc do postoju, możliwość przewożenia rowerów (a więc i dokonywania wypraw w głąb lądu), możliwość opalania się na jednostce.
Jachting motorowy na barkach jest mało męczącym sposobem podróżowania i wymagającym minimum nakładu pracy w trakcie jego uprawiania. Poza śluzami, gdzie wymagane jest współdziałaniem większej liczby osób, podczas rejsu jedna osoba nią steruje, a reszta oddaje się swoim zajęciom. Poza prowadzeniem jednostki wykonuje się bardzo mało innych czynności związanych z jej obsługą. Uprawiać ten rodzaj turystyki mogą praktycznie wszystkie osoby, także starsze lub niepełnosprawne

### Unia Europejska
W większości państw Unii Europejskiej do prowadzenia barki turystycznej nie jest potrzebne posiadanie stopnia żeglarskiego. Przed rozpoczęciem rejsu załoga przechodzi trwające około 3 godzin przeszkolenie.

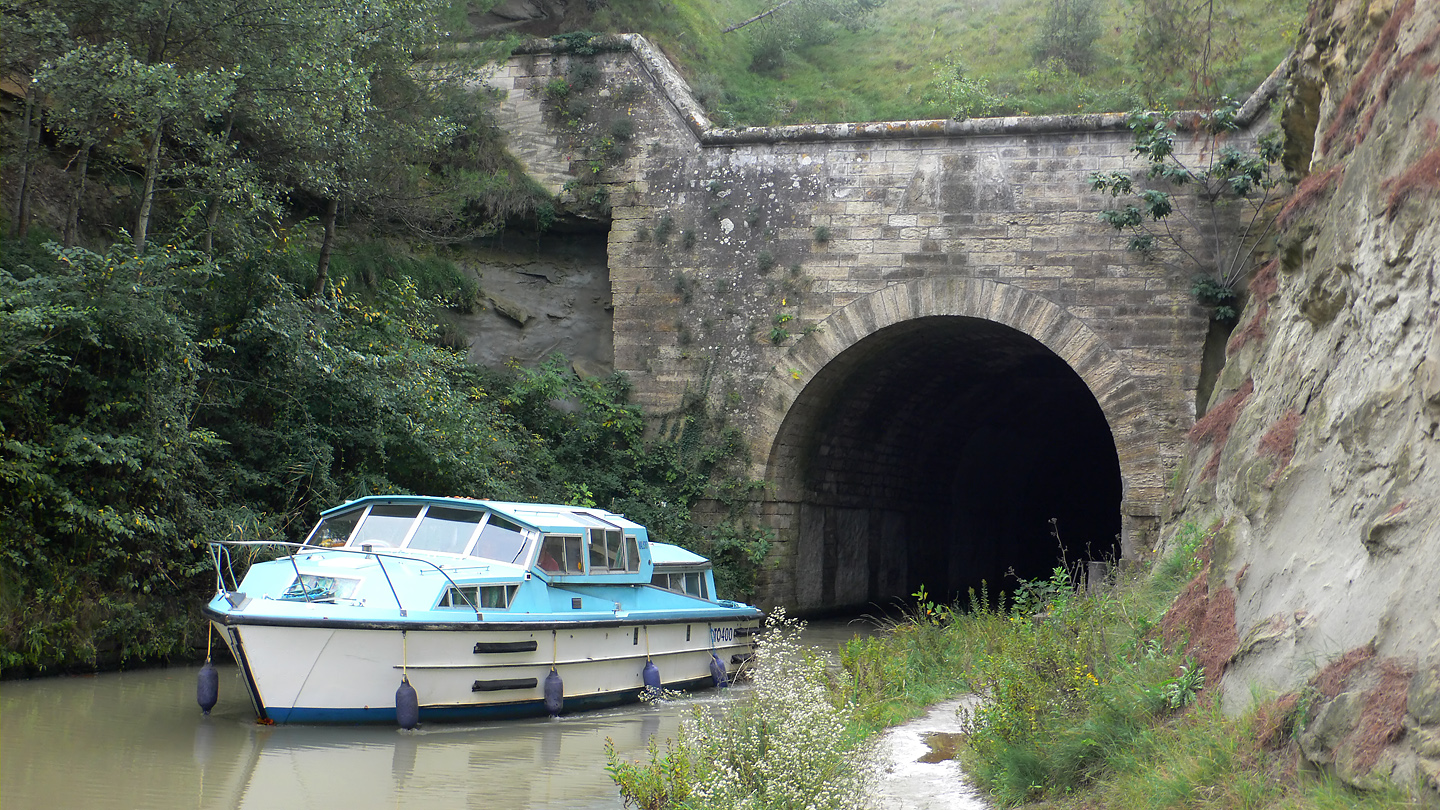
Kanał Południowy (Canal du Midi), wlot do tunelu Malpas

Turystyka na barkach jest popularna na zachodzie Europy, gdzie istnieje dobrze rozwinięta sieć kanałów śródlądowych. Kanały w Europie Zachodniej są dobrze utrzymane, posiadają mariny przystosowane do obsługi tego typu ruchu turystycznego. Na południu Europy z kanałów można korzystać przez cały rok. Kanały Europy Zachodniej stanowią jednorodny system. Można też tak układać trasy, aby tworzyły pętlę.

#### Belgia, Francja, Holandia, Włochy, Niemcy
We Francji, Holandii, Włoszech do uprawiania żeglugi barkami nie są wymagane uprawnienia. Personel bazy czarterującej przeprowadza krótki instruktaż (ok. 2–3 godziny), który odbywa się podczas wynajmowania jednostki. W Irlandii, Wielkiej Brytanii i w Polsce od obywateli polskich wymagany jest odpowiedni patent żeglarski. Dostępne w czarterach nowsze typy barek turystycznych są dobrze wyposażone. Mogą być wyposażone w ciepłą wodę i pełne węzły sanitarne.
W Niemczech do kierowania barkami turystycznymi na niektórych wodach wymagane są patenty, na niektórych nie, np. z obowiązku posiadania patentu wyłączone są akweny wielkich jezior Meklemburgii, ale w przypadku wpłynięcia na wody Berlina patent jest już wymagany. Zasięgi obszarów, na których wymaga się patentów, określają miejscowe przepisy.
Trasy wiodą przez całe Niemcy, Holandię, Belgię i Francję aż po Pireneje. Kanałami jest usiana również cała Anglia i Szkocja oraz Irlandia. W Paryżu marina dla turystów znajduje się w samym centrum miasta przy placu Bastylii, a wodą można się wybrać nawet szlakiem zamków nad Loarą. Przeważająca większość kanałów we wszystkich państwach zachodniej Europy powstała w XIX wieku, a często wcześniej, na przykład Kanał Południowy na południu Francji, łączący Morze Śródziemne i Atlantyk, powstał w XVII wieku (jego trasa wiedzie m.in. akweduktami oraz około 160-metrowym tunelem).
Najpopularniejszymi akwenami żeglugi barek turystycznych są:
We Francji: rejon kanału du Midi wzdłuż wybrzeża Morza śródziemnego aż do zamku Carcassonne i Tuluzy; region środkowej Loary i Burgundii z akweduktami, kanałami lateralnymi i tunelami oraz licznymi śluzami; rejon Bretanii między Nantes a Brestem.
We Francji i Niemczech: Alzacja i Lotaryngia, tj. Mozela i kanał Marna-Ren od Nancy do Strasburga, łączące się też z Saarą, co zwiększa akwen żeglugi o Niemcy i Luksemburg.
We Francji i Belgii: rejon Mozy od zachodniej Lotaryngii po Belgię.
W Belgii: kanały między Brukselą, Gandawą, Ostendą i Antwerpią oraz kanał łączący Brukselę ze Skaldą z najwyższą w Europie podnośnią statków Strepy-Thieu i wielką komorową pochylnią Ronquieres.
W Holandii: kanały wokół Amsterdamu obejmujące Utrecht, Haarlem, Alkmaar, Lejdę i Goudę; delta Renu; rejon Fryzji, w szczególności połączone kanałami jeziora w okolicach Sneek i Heerenveen.
W Niemczech: Pojezierze Meklemburskie.
We Włoszech: akweny wokół Wenecji i rzeka Adyga.
W Wielkiej Brytanii: Kanał Kaledoński w Szkocji; Tamiza i łączące się z nią kanały w Anglii.
W Irlandii: system rzeki Shannon i Wielkiego Kanału.

#### Polska
Sieć kanałów w Polsce nie jest rozbudowana. Gotowy jest np. szlak z Bydgoszczy do Berlina. Drugą drogą wodną jest Odrzańska Droga Wodna, gdzie rekreacyjne wykorzystanie szlaku rozpoczyna się w Kędzierzynie-Koźlu (Marina Lasoki), a kończy w Szczecinie. Szlak ten ma też powiązanie z europejską siecią śródlądowych dróg wodnych. Brak tylko infrastruktury, głównie przystani, choć dla barek nie jest to niezbędne. Barki są na tyle płytkie i płaskodenne, że bez trudu można wysiadać z nich suchą nogą na brzeg.
W Polsce na podstawie art. 37a ust. 4 ustawy z 21 grudnia 2000 r. o żegludze śródlądowej (Dz.U. z 2025 r. poz. 18) od 16 października 2010 nie wymaga się jakichkolwiek uprawnień do prowadzenia jachtów motorowych o mocy silnika do 75 kW i o długości kadłuba do 13 m, których prędkość maksymalna ograniczona jest konstrukcyjnie do 15 km/h. W przypadku jachtów przeznaczonych do najmu konieczne jest odbycie przez prowadzącego jacht szkolenia z zakresu bezpieczeństwa na wodzie. Barki przekraczające te parametry prowadzić może osoba posiadająca patent sternika motorowodnego, który uprawnia do prowadzenia wszelkich jachtów motorowych na wodach śródlądowych.